# Gustav II. Adolph Fintelmann
Gustav Adolph Fintelmann (* 22. Juni 1846 auf der Pfaueninsel bei Potsdam; † 7. September 1918 in Potsdam) war ein preußischer Hofgartendirektor und gleichzeitig Direktor an der „Königlichen Gärtnerlehranstalt am Wildpark bei Potsdam“.

## Leben und Wirken
Der aus einer Gärtnerdynastie stammende Gustav Adolph Fintelmann war der Sohn des Hofgärtners auf der Pfaueninsel Gustav Adolph Fintelmann, eigentlich Adolph Gustav Fintelmann und der Eulalia, geborene Trippel. Der Familientradition folgend erlernte er den Gärtnerberuf und absolvierte seine Ausbildung von 1864 bis 1865 bei dem Handelsgärtner Wilhelm Lauche in Wildpark bei Potsdam und anschließend bis 1867 an der Königlichen Gärtnerlehranstalt am Wildpark bei Potsdam. Nach dem Militärdienst als Einjährig-Freiwilliger 1867/68 arbeitete Fintelmann wenige Monate als Gehilfe im Revier seines Vaters auf der Pfaueninsel und war von 1868 bis 1869 im Garten der Villa Borsig in Moabit tätig. Nach seinen 1869/70 abgelegten Prüfungen zum Obergehilfen ging er auf Wanderschaft, die ihn nach Nord- und Westdeutschland sowie in das flämische Gent führte, wo er sich bei dem Botaniker und Gärtner Louis Benoît Van Houtte weiterbildete. Seine Teilnahme am Deutsch-Französischen Krieg 1870/71 unterbrach die Reise, die er nach Ende des Krieges durch England, Schottland, Holland, Belgien, Frankreich und Süddeutschland fortsetzte. 
1873 war Gustav Fintelmann mit dem Obergehilfen und späteren Hofgartendirektor Hermann Walter auf der fünften Weltausstellung in Wien als Gartentechniker beschäftigt, wo der „Städtische Gartendirektor zu Berlin“ Gustav Meyer den preußischen Garten entworfen hatte, von 1874 bis circa 1875 als Obergehilfe im Neuen Garten, Potsdam, bis 1880 im Schlossgarten Charlottenburg, Berlin und bis 1884 als Hofgärtner in Vertretung von Hermann Walter in dessen Revier Marlygarten, im Ostteil der Parkanlage Sanssouci. Zudem war er für den Garten der Villa Liegnitz zuständig. Neben diesen Aufgaben übernahm Fintelmann ein Lehramt an der „Königlichen Gärtner-Lehranstalt zu Schöneberg und Potsdam“, wo er von 1879 bis 1884 im Fach Landschaftsgärtnerei unterrichtete und wurde 1884 Freimaurer in der Johannisloge „Teutonia zur Weisheit“ in Potsdam.
Als nach dem Deutschen Krieg 1866 das Königreich Hannover und das Kurfürstentum Hessen von Preußen annektiert wurden, fielen auch die Gartenanlagen unter preußische Verwaltung. 1884 erfolgte die Berufung Fintelmanns als Hofgärtner nach Hannover in den Georgengarten und von 1891 bis 1898 nach Wilhelmshöhe in den dortigen Bergpark. Über seine Tätigkeit in Hannover berichtete der Städtische Obergärtner aus Treptow, Carl Hampel, 1890 in der „Zeitschrift für bildende Gartenkunst“: In dem Königlichen Hofgärtner G. Fintelmann hat der Garten den Mann erhalten, welcher die überwuchernden Gehölze auf das richtige Maß zurückführte, uns Fernblicke dabei öffnete und dadurch dem Garten die projectirte Scenerie gab. Das Durchschlagen der Gruppen, um die verschiedensten Scenerien zu erhalten, um die große Fontaine im Herrenhäuser Garten in der Tiefe zwischen den Gehölzen zur Geltung kommen zu lassen, um die Bilder der umliegenden Landschaft in den Garten mit hineingezogen zu haben, dies Alles ist erst ein Verdienst dieses Gartenkünstlers. 1896 erhielt er den Titel Garteninspektor und 1897 Hofgarteninspektor.
Im Juni 1898 wurde Gustav Fintelmann als Hofgartendirektor nach Potsdam berufen. Mit diesem Amt war gleichzeitig die Direktorenstelle an der „Königlichen Gärtnerlehranstalt am Wildpark bei Potsdam“ verbunden, die er bis zur Verlegung der Anstalt nach Berlin-Dahlem im Oktober 1903 innehatte und in Dahlem formal bis zur Amtsübergabe an den bis dahin stellvertretenden Direktor Theodor Echtermeyer am 8. Februar 1909. Fintelmann gestaltete Gartenanlagen in Brandenburg, Böhmen, am Murtensee in der Schweiz und am Residenzschloss Posen. In Potsdam entwarf er Pläne für die 1902 bis 1908 durchgeführte Umgestaltung des Geländes zwischen dem Orangerieschloss und dem westlich liegenden Belvedere auf dem Klausberg, mit deren Leitung sein Schüler Obergärtner Georg Potente 1904 beauftragt wurde und das wegen dessen gärtnerischer Leistung heute „Potentestück“ genannt wird. Außerdem führte Fintelmann unterhalb des Belvederes zwischen 1903 und 1906 Erweiterungen und Modernisierungen an den Obst- und Gemüsetreibereien aus, übernahm 1903 die Umgestaltung des Luisenplatzes, nachdem eine Fontäne gegen ein Kaiser-Friedrich-Denkmal ausgetauscht wurde und legte ab 1907 für Prinz Eitel Friedrich von Preußen den Park der Villa Ingenheim an. 1911 bat Fintelmann aus gesundheitlichen Gründen um seine Pensionierung, da er unter starker Schwerhörigkeit litt. Am 1. Oktober des Jahres ging er in den Ruhestand und verstarb 1918 72-jährig in Potsdam, wo er auf dem Neuen Friedhof seine letzte Ruhe fand.

## Familie

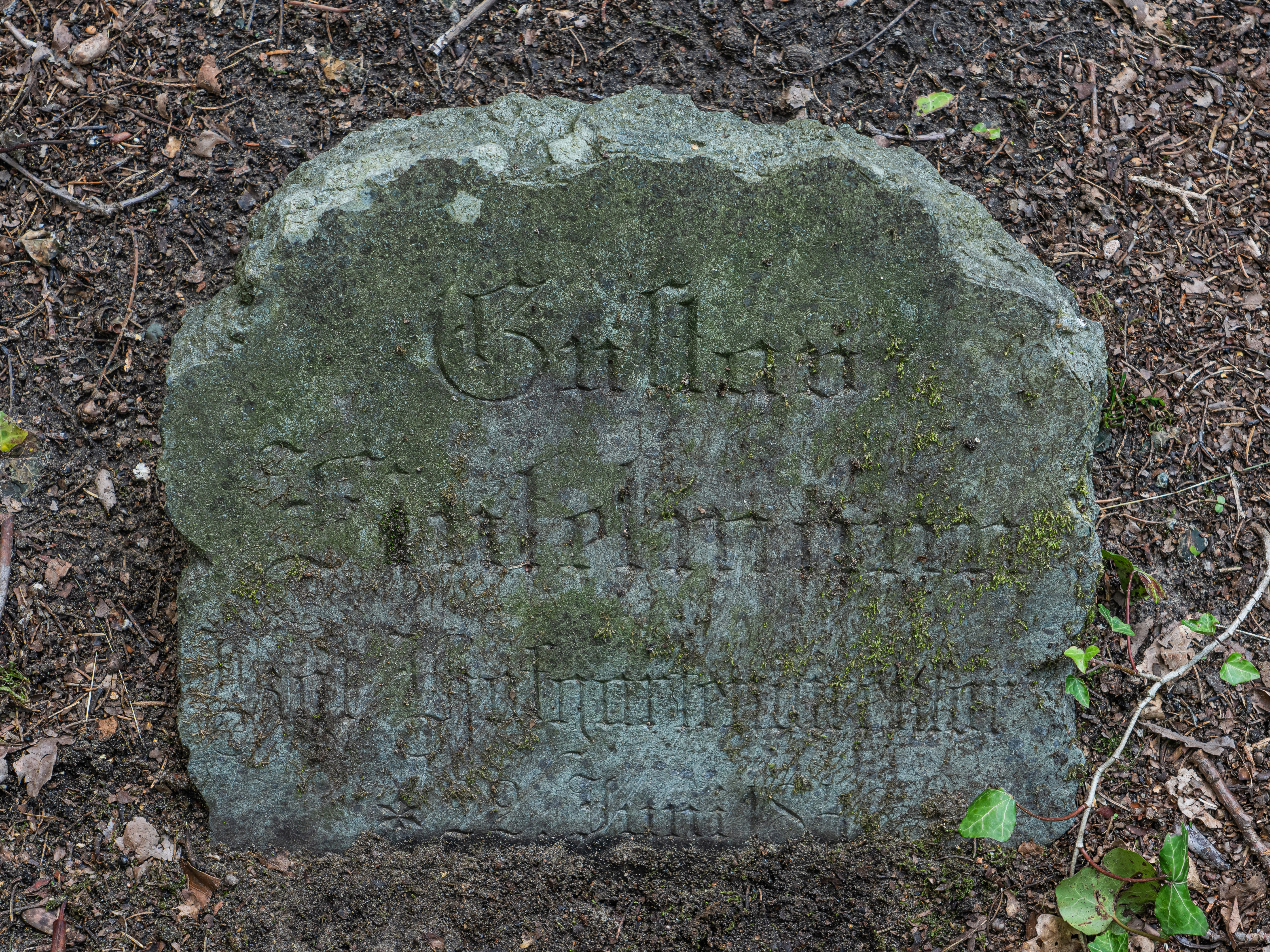
Grabstein Fintelmanns in Potsdam

Aus seinem Privatleben ist bekannt, dass er drei Ehen einging. 1876 heiratete Fintelmann Anna Böger, die Tochter eines Oberlehrers aus Königsberg in der Neumark, (o. J.) Georgine Voigt, die Tochter eines Bauführers aus Hannover und 1892 Anna Seydel, die Tochter des Berliner Oberbürgermeisters Karl Theodor Seydel. Von seinen drei Kindern heiratete die 1879 in Charlottenburg geborene Katharina, auch Käthe, den 1898 in den Park Babelsberg berufenen Hofgärtner und späteren Garteninspektor Kurt Nietner, aus der Gärtnerfamilie Nietner.

## Publikationen
- Cultur der Chrysanthemum, in: Der Deutsche Garten, 1, 1878.
- Cultur der Poinsettia pulcherrima, in: Der Deutsche Garten, 1, 1881.
- Der Haupt-Eingang des Parkes von Sanssouci, in: Garten-Zeitung. Monatsschrift für Gärtner und Gartenfreunde, 1, 1882.
- Die kgl. Gärtner-Lehranstalt zu Sanssouci bei Potsdam, in: Deutsche Gärtnerzeitung, 7, 1883.
- Das Jühlke-Jubiläum, in: Deutsche Gärtnerzeitung, 8, 1884.
- Mitteilungen über Poinsettia pulcherrima, in: Deutsche Gärtnerzeitung, 8, 1884.
- Die Weintreibhäuser am Drachenberg zu Sanssouci. In: Möller’s Deutsche Gärtner-Zeitung, 18, 1903.
- Kaiser Wilhelm II. und die Gartenkunst, in: Gartenflora, 55, 1906.
- Aus dem Parke von Sanssouci, in: Gartenflora, 55, 1906.